# Can Garriga del Solell (Riells del Fai)
Can Garriga del Solell és una masia del poble de Riells del Fai, en el terme municipal de Bigues i Riells, al Vallès Oriental.
És una de les dues masies més llunyanes de Riells del Fai; juntament amb Can Xifreda, és a l'extrem sud-occidental del territori riellenc, a tocar dels Saulons d'en Déu. Està situada en el vessant sud-oriental del Turó de Can Garriga, també al sud-oest del Serrat de les Fargues, a l'esquerra del Xaragall de les Alzines.
La masia actual no és exactament la primitiva, ja que presenta detalls constructius que parlen d'una ensorrada parcial a l'angle sud-oest, als peus de la torre de la masia. D'altres detalls, com la finestra de la façana occidental, remeten al segle xvi. L'origen documentat, però, es remunta al segle xii.
Més a ponent de la masia hi ha la Granja de Can Garriga.
Està inclosa en el Catàleg de masies i cases rurals de Bigues i Riells.